# Søsser Krag
Astrid Helene Krag (født 17. november 1962, død 5. juli 2014) kaldet Søsser, var datter af skuespilleren Helle Virkner og tidligere statsminister Jens Otto Krag.
Som 15-årig var det Søsser Krag, der i 1978 fandt sin far død, efter at han havde været med til at fejre sønnen Jens Christians 18-års fødselsdag i familiens sommerhus i Skiveren.
Søsser Krag uddannede sig til journalist og arbejdede i flere år ved Se og Hør, hvor hun mødte Peter Salskov, som hun kort var gift med, og bevarede sit venskab med. Hun arbejdede også ved Aktuelt, Ekstra Bladet og Billed Bladet.
Allerede som 25-årig fik Søsser Krag konstateret sklerose. Hun havde boet en periode i USA og Canada og følt det, som om benene ikke rigtig ville bære hende. Efterhånden sad hun i kørestol, mest af frygt for at falde. Hun og moren flyttede sammen i en lejlighed på Strandlund i Charlottenlund.
I 2005-06 kom Søsser Krag i mediernes søgelys på grund af bogen Min fars datter, som hun skrev sammen med sin eksmand Peter Salskov, delvis på baggrund af sin fars dagbøger. Bogen var nær ved at blive stoppet af tidligere udenrigsminister Kjeld Olesen, bestyrer af arven efter Krag. Det skulle være krænkende for nulevende personer, at man kunne læse, at Krag havde været kæreste med Suzanne Brøgger, Ninka og Lene Bro. Til sidst blev bogen dog udgivet.
Efter sin mors død i 2009 flyttede Krag ind på botilbuddet Rødbo i Ballerup. Hendes mor havde indgået en aftale om støtte til datteren med ægteparret Bente og Peter Poulsen, hvis datter havde gået i skole med Søsser Krag.
Helle Virkner døde af brystkræft i 2009, og samme år fik datteren også konstateret sygdommen. Hun blev 6. januar 2010 opereret ved Herlev Sygehus, men sygdommen havde spredt sig til benmarven. Hun sov stille ind i sit hjem i Ballerup.